# Uricani
Uricani (pronunciat en romanès: [uriˈkanʲ]; hongarès: Hobicaurikány) és una ciutat de la regió de la vall del Jiu, al comtat de Hunedoara, al sud de Transsilvània (Romania). Al 2012 tenia 9.432 habitants.

## Història
Uricani s'esmenta per primera vegada en un document certificat de 1888, quan es coneixia la localitat com Hobicza-Urikány (en romanès s'utilitzaven les versions Hobiceni-Uricani i Uricani-Hobiceni). El nom d'Uricani deriva de la unió de dos pobles, Hobița (Hobica, llistada en documents de 1473 primer com Ohabycza) i Uric (Urik, des de 1473 primer com Wryk) de la terra de Hațeg. Després de 1920, el nom de la localitat es va canviar per Uricani. Amb el pas del temps, el poble de Câmpu lui Neag va funcionar com una comuna separada o com un poble que pertanyia a Uricani. El 1965, Uricani va ser declarada ciutat. Administra dos pobles, Câmpu lui Neag (Kimpulunyág) i Valea de Brazi.
Com les altres ciutats de la vall del Jiu, les principals activitats econòmiques d'Uricani giren al voltant de les mines de carbó de la regió, tot i que la ciutat, com la regió, es troba en un període de transició, ja que les mines han estat tancades gradualment i molts dels treballadors han estat acomiadats.

## Ubicació
La ubicació de la ciutat es troba a la banda occidental de la vall del Jiu i al peu de les muntanyes de Retezat, amb les coordenades geogràfiques del meridià 23° 10′, longitud est i paral·lel 45 ° 25 ′ i latitud nord. La ciutat es troba al comtat de Hunedoara i adjacent als comtats de Mehedinți i Gorj. Es troba a una altitud de 729 m al costat oest de la depressió de Petroșani i al llarg del riu Jiu Oest. La seva àrea també conté els cursos d'aigua més petits de Lazarul, Valea de Pești, Buta i Bilugu, així com el dipòsit d'aigua dolça que conté l'aigua potable utilitzada a tota la vall del Jiu.
S'accedeix a Uricani a través del DN 66A, el ramal oest de 27 quilòmetres de longitud del DN66 que connecta les ciutats de Petroșani, Vulcà, Lupeni i Uricani.
La ciutat cobreix 25.141 hectàrees, la zona geogràfica més gran de totes les ciutats de la vall del Jiu. Els límits de la ciutat limiten a l'est amb la vall de Cow, a l'oest amb el parc nacional Retezat, al nord amb els cims de les muntanyes de Retezat (Custura, Lazarul -2282m i Tulisa-1782m), i al sud amb cims de les muntanyes de Vâlcan (Coarnele-1789m i Siglaul Mare-1682m). Les muntanyes circumdants formen part dels Carpats Meridionals (en una zona coneguda habitualment com els Alps de Transilvania).